# Cantón de Mornant
El cantón de Mornant (en francés canton de Mornant) es una circunscripción electoral francesa situada en el departamento de Ródano, de la región de Auvernia-Ródano-Alpes. La cabecera (bureau centralisateur en francés) está en Mornant.

## Historia
Fue creado en 1790, al mismo tiempo que los departamentos. 
Al aplicar el decreto n.º 2014-267 del 27 de febrero de 2014 sufrió una redistribución comunal con cambios en los límites territoriales.

## Composición
- Ampuis
- Beauvallon
- Chabanière
- Chaussan
- Condrieu
- Échalas
- Les Haies
- Loire-sur-Rhône
- Longes
- Mornant
- Riverie
- Saint-Cyr-sur-le-Rhône
- Sainte-Colombe
- Saint-Laurent-d'Agny
- Saint-Romain-en-Gal
- Saint-Romain-en-Gier
- Soucieu-en-Jarrest
- Trèves
- Tupin-et-Semons